# Armazi
Armazi o Armaz-Tsikhe fou una important ciutat reial de Geòrgia prop de la moderna ciutat de Mtskhétha. L'antiga Armazi era més gran que la moderna ciutat. La seva situació estratègica era deguda a la facilitat d'arribada al pas de Daryal o Porta dels Alans, la principal ruta cap al Caucas.
Estava situada a la confluència entre el Mtkvari (Kura) i el Aragvi. El seu nom derivava probablement de la deïtat Ahura Mazdā; Armaz-tsikhe vol dir "ciutadella d'Armazi" i fou anomenada pels grecs i romans com Armastika o Harmozika (Armastica o Harmozica). Per les excavacions es descobreixen diversos nivells. La ciutat tenia dues grans ciutadelles que daten del període aquemènida (nivell I). Va existir també sota selèucides i parts (nivell II). Sota la monarquia d'Ibèria (nivell IV) fou una gran ciutat; fou capturada per Pompeu el Gran el 65 aC. Al començament de l'era cristiana es van afegir construccions fetes per arquitectes i enginyers enviats per Roma.
Al segle xx es van fer intenses excavacions que van permetre reconstruir la societat al període romà. Les tombes de dos governadors, Asparukh i Zevakh es van trobar a les excavacions. Unes inscripcions característiques tenen una escriptura anomenada "Escriptura d'Armazi".
Els seus dies de glòria van acabar al segle v quan el rei Vakhtang Gorgaslan (Vakhtang el "Llop-Lleó") va traslladar la capital a Tbilisi al final del segle. Amb el rei persa Còsroes I a la meitat del segle VI es va suprimir la monarquia i es va instal·lar un marzban persa a Armazi-Mtskhetha. La ciutat estava governada per un comandant del castell càrrec que el 545 tenia un tal Vistam. La ciutat fou destruïda fins als fonaments el 736 pel general àrab al que els georgians anomenaren Murvan Qru.